# Де Форест, Джон
Джон Уильям Де Форест (31 мая 1826, Сеймур, Коннектикут — 17 июля 1906, Нью-Хейвен) — американский писатель.

## Биография
Джон Уильям Де Форест родился в семье богатого хлопкового плантатора и на родине не поступил в колледж, обучаясь самостоятельно. В юности много путешествовал по Европе и Сирии, в качестве вольнослушателя изучая латынь и современные европейские языки. В 1859 году получил почётную степень магистра искусств в Амхёрст-колледже. Отличился в Гражданской войне, в которой участвовал на стороне Севера в звании капитана (вернувшись из Европы) и о которой много писал в «Harper’s Monthly». За время войны был повышен до майора, получил несколько ранений. После войны некоторое время работал в Гринвилле, Южная Каролина, помощником комиссара из органов по Реконструкции, впоследствии жил журналистикой и литературным трудом. Умер от сердечного заболевания.
Главное его сочинение — «A history of the Indians of Connecticut» (1853). Из его повестей более известны: «Miss Ravenels conversion» (рус. «Мисс Равенель уходит к северянам», 1867), центральным персонажем которого является девушка с Юга США, ставшая аболиционисткой, «Overland» (1871); «Kate Beaumont» (1872), «Honest John Vane» (рус. «Честный Джон Уэйн», 1875), в котором, как и в романе «Playing the Mischief» (рус. «Игра с огнём») того же года, показана политическая коррупция в стране, «Irene» (1877), «The oddest of courtships» (1881) и другие.